# Відкритий чемпіонат Франції з тенісу 1991
Відкритий чемпіонат Франції з тенісу 1991 — тенісний турнір, що проходив на відкритому повітрі на ґрунтових кортах Стад Ролан Гаррос у Парижі з 27 травня по 9 червня 1991 року. Це був 90-й Відкритий чемпіонат Франції, другий турнір Великого шолома в календарному році. 

## Огляд подій та досягнень
Андрес Гомес, минулорічний чемпіон, не брав участі в турнірі. Його виграв Джим Кур'є, для якого цей титул Великого шолома був першим. 
У жінок Моніка Селеш відстояла титул чемпіонки Франції. Для неї це був третій титул Великого шолома.

## Результати фінальних матчів

### Дорослі
| Одиночний розряд. Чоловіки    |                                         |                         |
| Джим Кур'є                    | Андре Агассі                            | 3–6, 6–4, 2–6, 6–1, 6–4 |
|                               |                                         |                         |
| Одиночний розряд. Жінки       |                                         |                         |
| Моніка Селеш                  | Аранча Санчес Вікаріо                   | 6–3, 6–4                |
|                               |                                         |                         |
| Парний розряд. Чоловіки       |                                         |                         |
| Джон Фіцджеральд Андерс Яррід | Рік Ліч Джим П'ю                        | 6–0, 7–6                |
|                               |                                         |                         |
| Парний розряд. Жінки          |                                         |                         |
| Джиджі Фернандес Яна Новотна  | Лариса Савченко-Нейланд Наталія Зверєва | 6–4, 6–0                |
|                               |                                         |                         |
| Мікст                         |                                         |                         |
| Гелена Сукова Циріл Сук       | Кароліне Віс Паул Гаргейс               | 3–6, 6–4, 6–1           |
|                               |                                         |                         |

### Юніори
| Одиночний розряд. Хлопці        |                                   |               |
| Андрій Медведєв                 | Томас Енквіст                     | 6–4, 7–6      |
|                                 |                                   |               |
| Одиночний розряд. Дівчата       |                                   |               |
| Анна Смашнова                   | Інес Горрочатегі                  | 2–6, 7–5, 6–1 |
|                                 |                                   |               |
| Парний розряд. Хлопці           |                                   |               |
| Томас Енквіст Магнус Мартінелле | Юліан Кновле Йоганнес Унтербергер | 6–1, 6–3      |
|                                 |                                   |               |
| Парний розряд. Дівчата          |                                   |               |
| Ева Бес Інес Горрочатегі        | Зденка Малкова Ева Мартінцова     | 6–1, 6–3      |
|                                 |                                   |               |